# Théorème d'Ado
Pour les articles homonymes, voir Ado.
En mathématiques, le théorème d'Ado énonce que toute algèbre de Lie de dimension finie sur un corps commutatif de caractéristique nulle peut être vue comme une algèbre de Lie de matrices carrées, munie du commutateur.
Le théorème a été prouvé en 1935 par Igor Dmitrievitch Ado de l’Université fédérale de Kazan, un étudiant de Nikolaï Tchebotariov.